# AV Unitas
Atletiekvereniging Unitas is een Nederlandse atletiekvereniging, die in 1958 is ontstaan uit een fusie tussen de verenigingen Olympia Geleen en Sittardia. De officiële oprichtingsdatum van 1 april 1936 is een erfenis van een van de fusiepartners. De R.K. Atletiekvereniging „Unitas”, werd gevestigd te Geleen. De 161 leden van het eerste uur hadden als thuisbasis de zwarte sintelbaan in het Burgemeester Damenpark.   In 1970 werd de sintelbaan omgebouwd tot asfalt wielerbaan, en werd de naast De Baandert, het voetbalstadion van Fortuna Sittard, gelegen atletiekbaan de thuisbasis. Op de Sittardse baan organiseerde de club in 1977 voor het eerst de NK voor senioren.
In de zomer van 2002 verhuisde de vereniging naar de locatie aan de Eggerweg nabij het nieuwe stadion van de voetbalclub van Fortuna Sittard. Datzelfde jaar wees de KNAU de vereniging de NK voor senioren toe. Van 2006 t/m 2008 werd er het NK meerkamp voor mannen, vrouwen en A/B junioren georganiseerd, evenals de NK indoor voor masters zonder rondbaannummers. Bovendien kreeg de vereniging in 1993 het NK halve marathon toegewezen. 
Unitas is voorts medeorganisator van de Peter Rusmanloop (tot 2017), de Kennedymars voor wedstrijdlopers, de Bufferun te Bingelrade, de Danikenbosloop, die wordt gehouden in het Dannikenbos in Geleen de DIS-loop in en om het centrum van Sittard en de ODS loop. En in het verleden de West Zipfel Lauf in het Duitse Tüddern. Daarnaast organiseerde de vereniging ook het LK indoor in de Duitse stad Düsseldorf. De indooraccommodatie van ASC bevindt zich naast de Esprit arena van de voetbalclub Fortuna Düsseldorf.

## Wereldkampioenschap
In 1980 bestonden er nog geen officiële wereldkampioenschappen. De IAAF hanteerde toentertijd nog de regel, dat wie olympisch kampioen werd, zich ook wereldkampioen mocht noemen. Onder auspiciën van de IAAF organiseerde Unitas in augustus 1980 de WK 3000 m en 400 m horden voor vrouwen op de oude locatie. Deze twee onderdelen waren ook nog niet als officieel atletiekonderdeel opgenomen tijdens Olympische Spelen. De West-Duitse atlete Brigit Friedmann won het goud op de 3000 m, het zilver was voor Karoline Nemetz, het brons voor de Noorse Ingrid Kristiansen. De 400 m horden werd gewonnen door de Oost-Duitse Bärbel Broschat, het zilver ging naar haar landgenote Ellen Neumann en brons was voor de Noorse Petra Pfatt.

## Nationaal en internationaal
- Op 24 oktober 1967 verbeterde Maria Gommers het wereldrecord op de 1500 m voor vrouwen in Sittard met een tijd van 4.15,6.
- In 1968 won Gommers het brons op de 800 m voor vrouwen tijdens de Olympische Spelen in Mexico. Een jaar later, op 14 juni 1969 in Leicester, verbeterde ze het wereldrecord op de mijl in een tijd van 4.36,8, dat toen op naam stond van de Engelse Anne Rosemary Smith; twee jaar later, op 20 augustus 1971, werd die tijd verbeterd op de atletiekbaan van Unitas door de West-Duitse atlete Ellen Tittel met een tijd van 4.35,3.
- Hans van Engeland pakte in het kader van de nationale baankampioenschappen in 1970, waarvan de 10.000 m op 9 augustus werd gehouden in Leeuwarden, op deze afstand het brons in een tijd van 31.02,0.
- Wilma Rusman werd in 1983 nationaal kampioene lange cross bij de vrouwen.
- Cor Lambregts werd in 1981 derde bij de mannen tijdens de nationale veldloopkampioenschappen lange cross in Den Haag. En in 1983 werd hij op dit onderdeel kampioen in Eibergen.
- Meerkamper Robert de Wit behaalde tijdens de tienkamp voor mannen op 22 mei 1988 in Eindhoven een totaal van 8447 punten, een nationaal record dat nog steeds overeind staat, en plaatste zich voor de Olympische Spelen in Zuid-Korea, waar hij als achtste eindigde.
- Polsstokhoogspringer Rens Blom behaalde tweemaal een bronzen medaille tijdens de Europese indoorkampioenschappen, in 2000 en 2003. In 2005 werd Blom wereldkampioen outdoor in het Finse Helsinki en sprong op 8 juni 2004 in het Spaanse Zaragoza over 5,81 m, dat nog steeds als Nederlands record geldt.
- In 2008 werd de vrouwencompetitieploeg eerste op het NK voor clubteams, gevolgd door een derde plaats in 2009 achter Prins Hendrik (tweede) en Rotterdam Atletiek (eerste). De ploeg werd in 2009 voorts zevende bij de Europese finalewedstrijd voor clubteams in Tsjechië.
- Hoogspringer Martijn Nuijens eindigde als zevende in de finale tijdens de wereldkampioenschappen, die in augustus 2009 werden gehouden in de Duitse stad Berlijn. Maaike Caelers behaalde tijdens het WK triatlon in Australië een vierde plaats bij de junioren. Martijn Nuijens werd door de Atletiekunie uitgeroepen tot atleet van het jaar 2009.
- Tijdens het NK indoor, dat werd gehouden op 6 en 7 februari 2010, behaalde Denise Groot de eerste plaats bij het polsstokspringen voor vrouwen, Martijn Nuijens werd tweede bij het hoogspringen, Wout van Wengerden tweede bij het polsstokhoogspringen en Femke Klop derde bij het verspringen.
- Marcelino Sobczak eindigde op een derde plaats tijdens het NK indoor snelwandelen over 5 km.
- Tijdens de eerste competitiewedstrijd voor senioren in Amersfoort in april 2010 sprong Martijn Nuijens over 2,22. Door het getoonde vormbehoud plaatste hij zich voor de EK atletiek, die in de zomer werden gehouden in de Spaanse stad Barcelona.
- Tijdens het NK voor clubteams 2010 behaalde Bregje Crolla bij het speerwerpen met een worp van 59,27 de EK-limiet en verbetert ze tevens het nationale record, dat al op haar naam stond.
- Polsstokhoogspringster Denise Groot sprong tijdens de Keien Meeting in Uden in 2010 over 4,35 en behaalde daarmee de limiet voor de EK atletiek.
- Esther Akihary maakte deel uit van de Nederlandse vrouwen-estafetteploeg naar de EK in Barcelona.
- Leonie Schilder plaatste zich samen met Denise Groot op het onderdeel polsstokhoogspringen voor de Europese kampioenschappen voor atleten onder de 23, die in juli 2011 plaatsvonden in Ostrava.
- In totaal werd de wedstrijdklasse snelwandelen bij de Kennedymars te Sittard tien keer gewonnen door een AV Unitas atleet: Pedro Huntjens in 1999 van 2002 t/m 2005 en 2007, Victor Mennen in 2006 en 2008 en Marcelino Sobczak in 2009 en 2010.
- Tijdens het NK indoor 2012 voor mannen en vrouwen, dat werd gehouden op 25 en 26 februari in Apeldoorn, pakte Wout van Wengerden zijn eerste Nederlandse indoortitel op het onderdeel polsstokhoogspringen met een sprong over 5,32 m. Denise Groot werd op hetzelfde onderdeel tweede met 4,01 m achter Rianna Galiart, die het onderdeel won met een sprong over 4,21 m. Esther Akihary veroverde het brons op de 60 m achter Dafne Schippers en Jamile Samuel.
- Sietske Noorman werd tijdens de NK outdoor 2012 eerste op het onderdeel hoogspringen voor de categorie vrouwen met een hoogte van 1,87 m.
- Esther Akihary werd op het onderdeel 4 x 100 m estafette als reserve van de Nederlandse vrouwenploeg uitgezonden naar de Olympische Spelen van 2012, die plaatsvonden in Londen. Zij hoefde er niet in actie te komen.
- De damesploeg vertegenwoordigt AV Unitas in de eredivisie, de herenploeg zit in de tweede divisie.
- Evelien Ruijters werd op 25 november 2012 tweede tijdens het NK cross op de korte afstand bij de vrouwen, voor Manon Kruiver die derde werd en het brons pakte en achter Lesley van Miert, die de nationale titel veroverde.
- Tijdens de NK indoor, die plaatsvonden op zaterdag 16 en zondag 17 februari 2013 te Apeldoorn, pakte Sietske Noorman de Nederlandse titel op het onderdeel hoogspringen voor vrouwen met een sprong over 1,84 m. Evelien Ruijters behaalde de Nederlandse titel op het onderdeel 1500 m voor vrouwen in een tijd van 4.26,84. Zilver was er voor Nora Ritzen op het onderdeel hink-stap-springen voor vrouwen met een sprong van 12,35 m. Cyriel Verberne pakte het brons op het onderdeel polsstokhoogspringen voor mannen met een sprong over 5,37 m.
- Op 23 maart 2013 behaalde Nadja Wijenberg de Nederlandse titel op de halve marathon in de categorie Vrouwen 45, tijdens de Venloop in het Limburgse Venlo.
- De eerste competitiewedstrijd van het seizoen 2013 voor seniorenteams, mannen 2e divisie poule 5, werd gehouden op 21 april 2013. Het team van AV Unitas won met een totaal aantal van 10.527 punten.
- Tijdens de NK werpvijfkamp, die werd gehouden op 4 en 5 mei 2013 bij atletiekvereniging Eindhoven Atletiek te Eindhoven, werd Michel Leinders in de categorie Mannen 50 nationaal kampioen op de onderdelen kogelslingeren, kogelstoten en gewichtswerpen. Leinders won uiteindelijk de vijfkamp met een totaal van 3746 punten.
- Michel Leinders werd in 2012 en 2013 respectievelijk in het Finse Jyväskylä en het Braziliaanse Porto Allegre wereldkampioen gewichtwerpen in de categorie Masters 50+. In Finland plakte hij daar ook nog de wereldtitel kogelslingeren en een tweede plaats bij discuswerpen aan vast.
- B-junior Koen van der Wijst plaatste zich op 19 mei voor het EYOF, dat wordt gehouden van 14 t/m 19 juli 2013 in Utrecht, op het onderdeel polsstokhoogspringen categorie junioren B. Hij sprong over 4,30 m en behaalde daarmee de kwalificatie-eis; tevens is dit een verbetering van zijn persoonlijk record.
- Tijdens het NK Meerkamp, dat werd gehouden op 19 en 20 mei 2013 te Apeldoorn ,werd Amanda Spiljard Nederlands kampioene in de categorie vrouwen met een zevenkamp-totaal van 5383 punten.
- Het mannenteam won de tweede competitiewedstrijd, die plaatsvond op 2 juni 2013 bij de atletiekvereniging Generaal Michaëlis te Best, met een totaal van 8.110 punten.
- Het vrouwenteam behaalde tijdens het NK teams, dat werd gehouden op 2 juni bij Haag atletiek te Den Haag, een zesde plaats met een totaal van 72 punten. Het team zal op 15 september 2013 aan de promotie-/degradatiewedstrijd meedoen om in de hoofdklasse te blijven.
- Het mannenteam won de derde competitiewedstrijd, die plaatsvond op 16 juni 2013 bij atletiekvereniging AV Weert te Weert, met een totaal aantal van 1054 punten. Daarmee staan ze tevens eerste in het algemene klassement van senioren mannen 2e divisie poule 5. Als het mannenteam in september 2013 tijdens de promotie/degradatie wedstrijd bij de beste vijf eindigt, is het team gepromoveerd naar de eerste Divisie.
- Etienne Orbons verbeterde op vrijdag 15 juni 2013 het clubrecord discuswerpen categorie mannen met 1 cm van 47,49, wat op naam stond van Rene el Kati, naar een afstand van 47,50 tijdens een wedstrijd in het Belgische Lanaken.
- Koen van der Wijst verbeterde tijdens de polstokhoogspringwedstrijd Richard Cote Bokaal, die plaatsvond bij AV Lycurgus te Krommenie, zijn PR van 4,30 naar 4,64. Daarmee staat hij bij de categorie jongens junioren B op de bestenlijst aller tijden op de vijfde plaats.
- Hoogspringster Sietske Noorman maakte deel uit van de Nederlands Team dat derde werd tijdens het Europees Kampioenschap voor landenteams op 22 en 23 juni 2013 in het Ierse Dublin. Noorman eindigde bij het onderdeel hoogspringen voor vrouwen als zesde met een hoogte van 1,75.
- Op zondag 23 juni 2013, tijdens de laatste competitiewedstrijd die werd gehouden bij Spado te Bergen op Zoom, plaatsten de competitieploegen meisjes junioren A en jongens junioren A zich beide voor de competitiefinale, die werd gehouden op 8 september 2013 Bij AV Unitas. De meisjes junioren A eindigden als zesde met 7.768 punten, de jongens junioren A als tweede met een puntenaantal van 9.984, met maar 70 punten achterstand op de nummer een, het jongens junioren A-team van Av Lycurgus uit Krommenie, dat 10.061 punten behaalde.
- Amanda Spiljard maakte deel uit van het nationale meerkampteam, bestaande uit vier mannen en vier vrouwen, dat uitkwam tijdens de Europacup Meerkamp in het Zwitserse Nottwil. Spiljard eindigde tijdens deze wedstrijd in de categorie vrouwen als achtste met 5681 punten.
- Hoogspringster Sietske Noorman wordt tijdens de Europese kampioenschappen voor atleten onder 23 in het Finse Tampere tiende. Zij springt in de finale over 1,84.
- De Belgische polstokhoogspringster Fanny Smets behaalt tijdens de universiade, die werd gehouden van 6 tot 17 juli 2013 in het Russische Kazan, op 10 juli een bronzen medaille door over 4,30 te springen. Daarmee evenaart ze tevens haar persoonlijk record.
- Polstokhoogspringer Milan Meeuse behaalt tijdens de Europese jeugdkampioenschappen, gehouden van 18 t/m 21 juli 2013 in het Italiaanse Rieti, de finale. Hierin eindigt hij als twaalfde met een hoogte van 5,00 m.
- Evelien Ruijters behaalt op zondag 24 november 2013 de nationale titel op de korte cross, gelopen over 2500 meter, tijdens de Warandeloop in Tilburg.
- Tijdens de NK indoor te Apeldoorn in februari 2014 werd Nora Ritzen bij de vrouwen Nederlands kampioene op het onderdeel hink-stap-springen met een sprong van 12,33. Cyriel Verberne werd Nederlands kampioen bij de mannen op het onderdeel polsstokhoogspringen door over een hoogte te springen van 5,37.

## Accommodatie
De vereniging beschikt als een van de weinige atletiekverenigingen in Nederland over een indooraccommodatie. Deze accommodatie dient tegelijkertijd als Nationaal Triatlon Trainings Centrum, met ondersteuning van NOC*NSF en Topsport Limburg.
Daarnaast heeft de vereniging de beschikking over eigen elektronische tijdapparatuur van TimeTronics en de IMOF. In september 2009 werd bekendgemaakt dat de Atletiekunie en de partners van Sportzone de accommodatie van Unitas in de toekomst willen gaan gebruiken als het Regionaal Training Centrum (RTC) voor de atletiekonderdelen sprint, hordelopen, hoogspringen, meerkamp, kogelstoten en discuswerpen en als Nationaal Training Centrum (NTC) voor het polsstokhoogspringen. Het plan is geschreven door Rens Blom en reeds ingediend bij het NOC*NSF. Op 1 oktober 2009 ging de Atletiekunie hiermee officieel van start. Per 31 december 2012 hield de ondersteuning van de Atletiekunie echter alweer op, mede als gevolg van het op instigatie van NOC*NSF aangescherpte topsportbeleid, en hield het RTC op te bestaan. In het tweede kwartaal van 2013 werd gestart met de verbouwing van de accommodatie; de realisatie staat gepland voor februari 2014. In het verbouwde gedeelte van de accommodatie zal het Topsport Expertise & Innovatie Centrum (TEIC) zich gaan vestigen.
Op 12 juni 2013 bezocht het koningspaar Willem Alexander en Maxima de accommodatie in het kader van de kennismakingstour in alle twaalf Nederlandse provincies.
Sinds 2004 worden er ieder jaar halverwege de maand april op de accommodatie atletiekonderdelen beoefend door kinderen van verschillende basisscholen in het kader van de Nationale Sportweek.

## Indooraccommodatie
- 6 banen 80 meter (20 meter uitloop)
- 1 Verspringbak
- 1 Polsstokhoogspringmatten
- 1 Kogelstootbak
- 1 Hoogspringmat
- 1 Krachthonk

## Outdooraccommodatie
- 1 400 meter baan met acht lanen
- 1 Hoogspring mat
- 1 Polsstokhoogspring mat
- 2 Discuskooien
- 2 Kogelstootbakken
- 2 Verspringsbakken
- 1 Steeplechase waterbak

## Bekende atleten/leden
- Esther Akihary
- Bob Altena
- Judith Baarssen
- Luigi Bellu
- Kristof Beyens
- Jack van Bladel
- Rens Blom
- Marc Borghans
- Rob de Brouwer
- Maaike Caelers
- Bregje Crolla
- Bob Dielis
- Romana Dubnová
- Ellis Gielen
- Mia Gommers
- Denise Groot
- Paul Hagendoorn
- Yvon Hendrix
- Desirée Heynen
- Pedro Huntjens
- Yvonne Jeurissen
- Femke Klop
- Natascha Krijt - Van der Linden
- Henrieke Krommendijk
- Hugo Kusters
- Cor Lambregts
- Michel Leinders
- Denise Lewis
- Paul Lucassen
- Frans Maas
- Victor Mennen
- Evi Neijssen
- Martijn Nuijens
- Lino Pani
- Maurice Penders
- Maarten Plaum
- Klaas Pollema
- Peter Rusman
- Wilma Rusman
- Evelien Ruijters
- Vivian Ruijters
- Fanny Smets
- Marcelino Sobczak
- Sandra Stals
- Hillary Stellingwerff
- Patrick Stevens
- Jan van Uden
- Bo Ummels
- Britt Ummels
- Lotte Visschers
- Michel Visschers
- Ron Vlenterie
- Monique van der Weide
- Wout van Wengerden
- Robert de Wit
- Nadja Wijenberg

## AV Unitas medailles op NK's
Dit is een lijst van alle medailles die AV Unitas-atleten hebben gehaald sinds 2007, bij officiële Nederlandse kampioenschappen voor senioren.

### NK Indoor
| Jaar | Onderdeel            |  | Plaats | Mannen             | Prestatie |  | Plaats | Vrouwen         | Prestatie |
| ---- | -------------------- |  | ------ | ------------------ | --------- |  | ------ | --------------- | --------- |
| 2007 | hoogspringen         |  |        |                    |           |  | Brons  | Inge Crijns     | 1,72 m    |
|      | polsstokhoogspringen |  | Goud   | Rens Blom          | 5,60 m    |  |        |                 |           |
|      |                      |  | Brons  | Wout van Wengerden | 5,15 m    |  |        |                 |           |
| 2008 | 60 m                 |  |        |                    |           |  | Brons  | Esther Akihary  | 7,68 s    |
|      | verspringen          |  |        |                    |           |  | Brons  | Femke Klop      | 5,65 m    |
|      | hoogspringen         |  | Goud   | Martijn Nuijens    | 2,21 m    |  |        |                 |           |
|      | polsstokhoogspringen |  | Zilver | Wout van Wengerden | 5,35 m    |  | Zilver | Denise Groot    | 3,96 m    |
| 2009 | 60 m                 |  |        |                    |           |  | Brons  | Esther Akihary  | 7,64 s    |
|      | hoogspringen         |  | Goud   | Martijn Nuijens    | 2,24 m    |  |        |                 |           |
|      | polsstokhoogspringen |  |        |                    |           |  | Zilver | Denise Groot    | 4,10 m    |
| 2011 | polsstokhoogspringen |  |        |                    |           |  | Zilver | Leonie Schilder | 4,11 m    |

### NK Atletiek
| Jaar | Onderdeel            |  | Plaats | Mannen             | Prestatie |  | Plaats | Vrouwen              | Prestatie |
| ---- | -------------------- |  | ------ | ------------------ | --------- |  | ------ | -------------------- | --------- |
| 2007 | 400 m                |  |        |                    |           |  | Brons  | Henrieke Krommendijk | 55,04 s   |
|      | polsstokhoogspringen |  | Goud   | Rens Blom          | 5,42 m    |  | Zilver | Denise Groot         | 3,61 m    |
|      |                      |  |        |                    |           |  | Brons  | Imme van Burg        | 3,41 m    |
|      | speerwerpen          |  |        |                    |           |  | Goud   | Bregje Crolla        | 54,53 m   |
| 2008 | 100 m                |  |        |                    |           |  | Zilver | Esther Akihary       | 11,98 s   |
|      | 200 m                |  |        |                    |           |  | Goud   | Esther Akihary       | 24,32 s   |
|      | 400 m                |  |        |                    |           |  | Zilver | Judith Baarssen      | 54,97 s   |
|      | hoogspringen         |  | Zilver | Martijn Nuijens    | 2,19 m    |  |        |                      |           |
|      | polsstokhoogspringen |  | Goud   | Rens Blom          | 5,47 m    |  |        |                      |           |
|      | speerwerpen          |  |        |                    |           |  | Goud   | Bregje Crolla        | 53,12 m   |
| 2009 | 200 m                |  |        |                    |           |  | Brons  | Esther Akihary       | 24,85 m   |
|      | hoogspringen         |  | Goud   | Martijn Nuijens    | 2,21 m    |  |        |                      |           |
|      | polsstokhoogspringen |  | Goud   | Wout van Wengerden | 5,42 m    |  | Zilver | Denise Groot         | 4,01 m    |
|      | speerwerpen          |  |        |                    |           |  | Goud   | Bregje Crolla        | 54,71 m   |
| 2010 | 200 m                |  |        |                    |           |  | Zilver | Femke Klop           | 24,77 s   |
|      | verspringen          |  |        |                    |           |  | Zilver | Femke Klop           | 6,20 m    |
|      | hoogspringen         |  | Goud   | Martijn Nuijens    | 2,19 m    |  |        |                      |           |
|      | polsstokhoogspringen |  | Brons  | Wout van Wengerden | 5,20 m    |  | Goud   | Denise Groot         | 4,11 m    |
|      | speerwerpen          |  |        |                    |           |  | Goud   | Bregje Crolla        | 54,21 m   |
| 2011 | hoogspringen         |  |        |                    |           |  | Brons  | Sietske Noorman      | 1,81 m    |
|      | polsstokhoogspringen |  | Zilver | Wout van Wengerden | 5,35 m    |  | Goud   | Denise Groot         | 4,26 m    |

### Overige NK's
| Jaar | Onderdeel           |  | Plaats | Mannen            | Prestatie |  | Plaats | Vrouwen         | Prestatie |
| ---- | ------------------- |  | ------ | ----------------- | --------- |  | ------ | --------------- | --------- |
| 2007 | halve marathon      |  |        |                   |           |  | Zilver | Nadja Wijenberg | 1:14.29   |
|      | 50 km snelwandelen  |  | Goud   | Victor Mennen     | 4:49,55   |  |        |                 |           |
|      |                     |  | Zilver | Pedro Huntjens    | 4:56.24   |  |        |                 |           |
|      |                     |  | Brons  | Marcelino Sobczak | 5:04.10   |  |        |                 |           |
| 2008 | halve marathon      |  |        |                   |           |  | Goud   | Nadja Wijenberg | 1:16.32   |
|      | marathon            |  |        |                   |           |  | Goud   | Nadja Wijenberg | 2:42.24   |
|      | 3000 m snelwandelen |  | Zilver | Marcelino Sobczak | 15.34,01  |  |        |                 |           |
|      | 50 km snelwandelen  |  | Goud   | Victor Mennen     | 4:53.42   |  |        |                 |           |
|      |                     |  | Zilver | Marcelino Sobczak | 4:53.55   |  |        |                 |           |
|      | vijfkamp            |  |        |                   |           |  | Zilver | Bregje Crolla   | 4263 pt   |
|      | NK Teams            |  |        |                   |           |  | Goud   | AV Unitas-ploeg | 111 pt    |
| 2009 | 5000 m snelwandelen |  | Brons  | Victor Mennen     | 25.12,45  |  |        |                 |           |
|      | 20 km snelwandelen  |  | Brons  | Marcelino Sobczak | 1:44.21   |  |        |                 |           |
|      | 50 km snelwandelen  |  | Goud   | Marcelino Sobczak | 4:38.18   |  |        |                 |           |
|      |                     |  | Zilver | Pedro Huntjens    | 4:57.41   |  |        |                 |           |
|      | NK Teams            |  |        |                   |           |  | Brons  | AV Unitas-ploeg | 88 pt     |